# Fourqueux
Fourqueux är en kommun i departementet Yvelines i regionen Île-de-France i norra Frankrike. Kommunen ligger i kantonen Le Pecq som tillhör arrondissementet Saint-Germain-en-Laye. År 2018 hade Fourqueux 3 944 invånare.

## Befolkningsutveckling
Antalet invånare i kommunen Fourqueux
| Referens: INSEE |